# Cheboygan
Cheboygan è un comune degli Stati Uniti d'America, situato nella Contea di Cheboygan, nello Stato del Michigan,  della quale è anche il capoluogo.